# Реляционное исчисление
Реляционное исчисление — прикладная ветвь формальной теории, носящей название «исчисления предикатов первого порядка». В основе исчисления лежит понятие переменной с определенной для неё областью допустимых значений и понятие правильно построенной формулы, опирающейся на переменные, предикаты и кванторы. Наряду с реляционной алгеброй является способом получения результирующего отношения в реляционной модели данных. В зависимости от того, что является областью определения переменной, различают:
- Исчисление кортежей
- Исчисление доменов